# ژورنال علوم تولید مثل انسان
ژورنال علوم تولید مثل انسان (انگلیسی: Journal of Human Reproductive Sciences) یک ژورنال علمی پزشکی با دسترسی آزاد است که مقاله‌هایش تحت داوری همتا قرار می‌گیرد و از سوی «انجمن کمک باروری هند» منتشر می‌شود. این ژورنال مقالاتی با موضوع کمک باروری، غدد درون‌ریز و متابولیسم، فیزیولوژی و آسیب‌شناسی، لانه‌گزینی رویان و تشخیص ژنتیکی قبل از لانه‌گزینی جنین منتشر می‌کند.
این ژورنال توسط ابسکو و پاب‌مد سنترال نمایه‌سازی می‌شود.